# 灰株薹草
灰株薹草（学名：Carex rostrata）为莎草科薹草属的植物。分布于蒙古、俄罗斯、朝鲜以及中国大陆的吉林、黑龙江、内蒙古等地，生长于海拔2,400米的地区，多生于沼泽地和高山草甸。